# Ceratoporthe didymospora
Ceratoporthe didymospora är en svampart som beskrevs av Petr. 1925. Ceratoporthe didymospora ingår i släktet Ceratoporthe, ordningen Diaporthales, klassen Sordariomycetes, divisionen sporsäcksvampar och riket svampar.   Inga underarter finns listade i Catalogue of Life.